# Buonaparte (Schiff)
Buonaparte oder Worsley Steamboat (dt. Worsley-Dampfschiff) war ein Dampfschiff, das von William Sherratt entworfen wurde. Ein offizieller Name des Schiffs wurde nicht überliefert. Die Schiffer verglichen das dampfende Ungetüm mit dem schreckenerregenden Napoleone Buonaparte und nannten es deshalb Buonaparte.

## Geschichte
Francis Egerton, 3. Duke of Bridgewater war Unternehmer und betrieb Kohlengruben in Worsley. Über den Bridgewater-Kanal, den er eigens dafür angelegt hatte, transportierte er die Kohle mit Kähnen nach Manchester. Die Kähne wurden durch Treideln bewegt. Als Francis Egerton 1797 das Dampfschiff von John Smith, einem Mechaniker aus St Helens, sah, plante er die Kähne mit einem Schleppschiff zu bewegen. Für die weitere Planung setzte er sich mit William Sherratt und James Bateman aus Salford in Verbindung. Auf dem ersten Entwurf von 1798 hatte das Schiff eine Gesamtlänge von 18,29 m, der Rumpf war 13,82 m lang und die Breite betrug 4,57 m. Es gab auch eine Zeichnung, die das Schiff unter einer Brücke zeigte, um die Schiffsmaße mit der Durchfahrtshöhe unter den Brücken zu vergleichen. Da die erste Planung für den Bridgewater-Kanal zu groß bemessen war, wurde 1799 ein zweiter Entwurf erstellt. Die Gesamtlänge betrug jetzt nur noch 13,82 m, der Rumpf war 9,75 m lang und die Breite betrug 3,92 m.
Als Antrieb diente eine atmosphärische Dampfmaschine mit einem Zylinder und 4 PS. Der Zylinder hatte einen Durchmesser von 0,61 m und einem Kolbenhub von 0,91 m. Auf der einen Seite gab es ein Schwungrad und auf der gegenüberliegenden Seite ein Kegelradgetriebe mit dem das Schaufelrad am Heck des angetrieben wurde. Im Bug des Schiffes gab es einen halbkugelförmigen Kessel, der auf einem Fundament aus Ziegelsteinen ruhte.
Anfang 1799 schleppte man mit der Buonaparte acht Kohlekähne, jeder mit einem Gewicht von 25 Tonnen, von Worsley nach Manchester. Der Verband bewegte sich jedoch mit nur etwas über einem Knoten vorwärts. Danach kehrte das Schiff unbeladen wieder nach Worsley zurück. Da die Fahrt sehr langsam war und auch der Kanalboden durch das Schaufelrad beschädigt wurde, machte man keine weiteren Versuche. Man stellte fest, dass das Schiff auf tieferen und breiteren Wasserwegen sicher bessere Dienste leisten würde.
Die Dampfmaschine, die man später „Old Nancy“ nannte, wurde ausgebaut und bis 1851 als Pumpe im Bergbau verwendet. Der Schiffsrumpf wurde 1825 abgewrackt.